# Belgian Juniors 2005
Das Belgian Juniors der Saison 2005/2006 als bedeutendstes internationales Nachwuchsturnier von Belgien im Badminton fand vom 29. April bis zum 1. Mai 2006 statt.

## Sieger und Platzierte
| Disziplin    | Gold                                | Silber                            | Bronze                               |
| ------------ | ----------------------------------- | --------------------------------- | ------------------------------------ |
| Herreneinzel | Luka Zdenjak                        | Hasan Hüseyin Durakcan            | Zvonimir Đurkinjak                   |
| Herreneinzel | Luka Zdenjak                        | Hasan Hüseyin Durakcan            | Pavel Florián                        |
| Dameneinzel  | Lianne Tan                          | Stefanie Bertels                  | Dominika Koukalová                   |
| Dameneinzel  | Lianne Tan                          | Stefanie Bertels                  | Steffi Annys                         |
| Herrendoppel | Zvonimir Đurkinjak Luka Zdenjak     | Pavel Florián Ondřej Kopřiva      | Daniel Graßmück David Obernosterer   |
| Herrendoppel | Zvonimir Đurkinjak Luka Zdenjak     | Pavel Florián Ondřej Kopřiva      | Igor Čimbur Zvonimir Hölbling        |
| Damendoppel  | Ezgi Epice Hatice Nurgül Sen        | Steffi Annys Stefanie Bertels     | Dominika Koukalová Martina Vacková   |
| Damendoppel  | Ezgi Epice Hatice Nurgül Sen        | Steffi Annys Stefanie Bertels     | Steffi Daemen Debbie Janssens        |
| Mixed        | Zvonimir Đurkinjak Staša Poznanović | Damien Macquet Séverine Corvilain | Jonathan Gillis Janne Elst           |
| Mixed        | Zvonimir Đurkinjak Staša Poznanović | Damien Macquet Séverine Corvilain | Kamil Vehbi Akcebe Hatice Nurgül Sen |